# El Baptisme de Crist (Retaule de María de Aragón)
El Baptisme de Crist és una obra d'El Greco, realitzada a l'oli sobre tela entre el 1596 i el 1600, durant el seu últim període toledà. S'exhibeix en una de les sales del Museu del Prado a Madrid. Pertanyia al conjunt pintat del retaule per a l'església d'un seminari agustinià de Madrid, conegut com el «Col·legi de Doña María de Aragón».
El Greco es va comprometre l'any 1596, a realitzar el retaule de l'església del col·legi de Doña María de Aragón. El nom popular del seminari al·ludeix a María de Aragón, la mecenes que va pagar les obres. El Greco va rebre l'encàrrec del Consell de Castella, que s'havia fet càrrec de les obres després de la mort de doña María. Existeixen documents que atesten que havia de realitzar-se en tres anys i es va valorar el treball en alguna cosa més de seixanta-tres mil rals, el preu més alt que va aconseguir a la seva vida. Tanmateix no hi ha referències del nombre de quadres que ho formaven, ni de l'estructura del retaule, ni de la temàtica tractada.

## Tema de l'obra
El Baptisme de Jesús és un tema considerat molt important, explicitat tant als tres evangelis sinòptics com en el Evangeli segons Joan : ［Jn 1:29-34］［Mt 3:13-17］［Lc 3:21-22］［Mr 1:9-11］

## Anàlisi de l'obra
Oli sobre llenç; 350 x 144 cm.; 1596-1600 ; Museu del Prado; Madrid.
Signat en el paper de la part inferior esquerra, amb lletres cursives gregues : δομήνικος Θεοτοκóπουλος εποíει (doménikos theotokópoulos e`poíei)
La composició es divideix en dos plans. Una inferior, terrenal, i en la que Joan el Baptista està batejant a Jesucrist, i una altra superior, celestial, en què apareix Déu Pare. Totes dues estan separades per la figura de l'Esperit Sant en forma de colom. A la zona terrenal, Sant Joan està vessant aigua amb una petxina de pelegrí sobre el cap de Jesús, mentre que la seva altra mà adopta una actitud típica d'El Greco: unió dels dits anulars i cor. A la zona celestial hi ha d'altres àngels petits que ascendeixen en un moviment centrífug; es retorcen en diferents actituds, amb el que aconsegueixen donar dinamisme a la composició.
El Greco no intenta una representació naturalista de l'esdeveniment, sinó que senyala el seu significat profund, amb els següents mitjans:
- L'esdeveniment està representat de nit, un fet inusual, que podría explicar-se pel coneixement per part d'El Greco de certs costums de l'Església primitiva.
- Gairebé no hi ha cap indicació ambiental, ni tampoc cap referència paisagística, de manera que el riu Jordà ha quedat reduït a un petit fil d'aigua entre dues grans roques.
- Representa Jesucrist i Joan Baptista en un primeríssim pla, la qual cosa reclama poderosament l'atenció de l'espectador.
- Comprimeix l'espai al voltant d'aqueste dues grans figures, amb el mateix efecte sobre l'espectador del quadre.[2]

Sobre la roca de l'esquerra apareix agenollat Jesús de Natzaret, qui rep el baptisme de mans de Joan Baptista. Ambdues figures són extraordinàriament allargades, idealitzada la de Crist, descarnada la del Baptista. Darrera seu hi ha un grup d'àngels jovencells. Un d'ells, vestit amb túnica blava, ofereix a Crist les noves vestimentes, que són d'un vermell intens que prefigura el seu posterior sacrifici. Altres tres àngels contemplen l'esdeveniment mentre un altre -vestit amb una túnica verd-groguenca- aixeca l'esguard i el seu braç esquerre vers el Cel anunciant a Déu Pare el renaixement de l'Home a una nova vida espiritual.
Com als altres llenços del retaule de María de Aragón, aquesta obra esta recorreguda per llums espurnejants, sotmesa a bruscs canvis d'escala, i tant a compressions com a descompressions de l'espai. Tanmateix, no arriba a la intensitat al·lucinatòria d'altres llenços d'aquest retaule, perquè les figures mantenen llur solidesa plàstica, i tota l'escena té un aire de quietud, dominada per la severa acceptació del rostre de Crist, la pausada elegància del Baptista i la tendra figura del Pare.

## Procedència
- Retablo mayor del Colegio de Doña María de Aragón; Madrid.
- Museo de la Trinidad; Madrid. (número T-1140)[5]

## Còpies
Existeix una petita còpia d'aquest llenç (potser n'és un esbós preparatori) a la Galleria Nazionale d'Arte Antica, unànimement considerada una obra autógrafa. Es tracta de:
- El Baptisme de Crist (Galeria Nacional de Roma)

## Altres llenços d'aquest retaule
- L'Adoració dels pastors (Retaule de María de Aragón)
- La Resurrecció (Retaule de Maria de Aragón)
- L'Anunciació (Retaule de María de Aragón)
- La Pentecosta (Retaule de María de Aragón)
- Crucifixió de Crist (Tipus-II, Retaule de María de Aragón)

## Retaule de donya María de Aragón
Al següent enllac hom trobarà complida informació sobre el retaule del qual suposadament formava part aquest llenç:
- Retaule de donya María de Aragón